# Michael Baker
Michael Allen Baker (Memphis, 27 de outubro de 1953) é um astronauta norte-americano, veterano de quatro missões espaciais e atual Gerente de Programa para Operações Internacionais e de Tripulação da NASA no Centro Espacial Lyndon B. Johnson. Ele é responsável pela coordenação das operações, integração e treinamento das tripulações de voo do programa e pela colaboração com as atividades dos parceiros internacionais da agência espacial.

## Biografia
Formado em engenharia aeroespacial pela Universidade do Texas em 1975, entrou para o serviço militar na Marinha dos Estados Unidos e fez curso de aviador naval, formando-se como piloto em 1977. No ano seguinte foi designado para o porta-aviões USS Midway baseado em Yokosuka, no Japão, onde voou em caças subsônicos Vought A-7 Corsair II. Em 1981 cursou a prestigiada Escola de Pilotos de Teste Navais dos Estados Unidos e depois de formado trabalhou em testes de sistemas de várias naves aeronavais no Corsair e posteriormente como instrutor da escola. Tem 5400 horas de voo em 50 tipos diferentes de aeronaves.
Selecionado para o curso de astronautas da NASA em 1985, formou-se em 1986 depois de um ano do curso de treinamento e avaliação. Após o acidente do ônibus espacial Challenger, ele integrou a equipe que trabalhou no redesenho, modificações e melhorias dos sistemas de desaceleração e aterrissagem do ônibus espacial para incluir novo nariz, freios, pneus e paraquedas de arrasto visando uma maior segurança durante o pouso e posterior desaceleração da nave na pista.

### Missões
Baker serviu como CAPCOM em onze missões do programa do ônibus espacial até ir ao espaço pela primeira vez em 2 de agosto de 1991 como piloto da missão STS-43 Atlantis, que colocou em órbita o último satélite da série de satélites Tracking and Data Relay Satellite e realizou 32 experiências científicas durante nove dias.
Seu segundo voo, também como piloto, foi na STS-52 Columbia em 22 de outubro de 1992, missão que colocou em órbita um satélite de estudo geodinâmico a laser italiano. O terceiro voo foi no comando da STS-68 Endeavour em 30 de setembro de 1994, com a duração de onze dias. A quarta e última missão foi também como comandante da STS-81 Atlantis, que fez parte do programa conjunto russo-americano Ônibus Espacial-Mir.
No conjunto de suas missões espaciais, Baker passou um total de 40d 04h 59min no espaço. Retirou-se da Marinha com o posto de capitão.